# إدوين إيرل هاني
إدوين إيرل هاني (بالإنجليزية: Edwin Earle Honey)‏ هو عالم نبات أمريكي، ولد في 2 مايو 1891، وتوفي في 31 أكتوبر 1956.